# Falso protagonista
El Falso protagonista o protagonista falso es una técnica literaria, a menudo utilizada en la ficción para hacer la trama más discordante o más perpleja engañando las ideas preconcebidas del lector o la audiencia, en la cual se construye un personaje que el público supone que es el protagonista pero luego se revela que no lo es.
Un falso protagonista se presenta al inicio de la obra ficticia, concibiéndolo como el personaje principal, pero luego se erradica, a menudo matándolos (generalmente por valor de shock o como un giro de la trama) o cambiándolos en términos de su papel protagónico en la historia (es decir, ellos son reemplazados por un personaje menor, o dejan sus acciones para revelarse realmente como el antagonista).

## Descripción
En el cine, se puede hacer que un personaje parezca el protagonista principal basado en una serie de técnicas (más allá de simplemente enfocar la trama en su papel con varias escenas centrales al inicio). El poder de las estrellas de cine es un método muy efectivo; Los miembros de la audiencia generalmente suponen que el "nombre" del actor más grande mediaticamente en una película tendrá un papel significativo o principal. Una gran cantidad de primeros planos también se puede utilizar como un método subliminal. En general, la estrella de una película obtendrá primeros planos más largos y más frecuentes que cualquier otro personaje, pero esto rara vez es inmediatamente evidente para los espectadores durante la película. Alternativamente, el falso protagonista puede servir como narrador de la película, animando a la audiencia a asumir que el personaje sobrevive para contar su historia más tarde.
Muchas de las mismas técnicas utilizadas en la película también se pueden aplicar a la televisión, pero la naturaleza episódica agrega una posibilidad adicional. Al finalizar uno o más episodios con el falso protagonista todavía en su lugar, el programa puede reforzar la creencia de los espectadores en el estado de protagonista del personaje. Además, debido a que los programas de televisión a menudo tienen cambios de elenco entre temporadas, algunas series pueden tener protagonistas falsos involuntarios: personajes que comienzan la serie como el personaje principal pero luego son reemplazados al principio del programa por otro personaje por completo. Cuando la serie se ve como un todo, esto puede llevar a la aparición de un protagonista falso.
En los videojuegos, un falso protagonista puede inicialmente ser un personaje jugable, solo para ser asesinado o revelado como el antagonista. Una forma clave en que los videojuegos emplean el método que difiere de los usos en la ficción no interactiva es otorgando al jugador el control directo sobre el falso protagonista. Como la mayoría de los videojuegos permiten que un jugador controle solo a los personajes principales (y su éxito o fracaso se basa en la habilidad de juego, no en la historia predeterminada), la repentina desaparición del personaje que se está controlando sirve para sorprender al jugador.

## Ejemplos

### Literatura

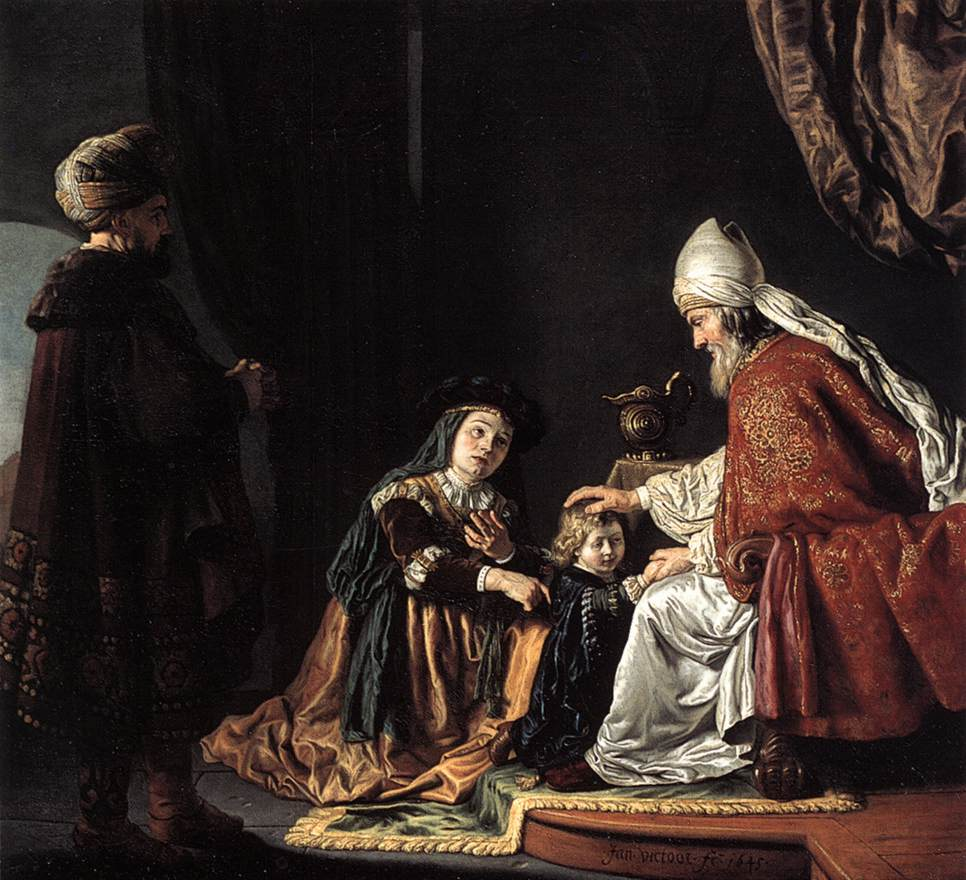
El Libro de Samuel comienza con Samuel cuando era niño. Él fue el foco principal en los primeros capítulos hasta que finalmente se convierte en un personaje menor o patiño.

- El Libro de Samuel comienza con el nacimiento de Samuel y el llamado de Dios cuando era niño. En este punto, se hace creer a los lectores que Samuel es la figura central en el libro. Aunque en el decimosexto capítulo, el libro comienza a centrarse principalmente en David y Samuel pasa a desempeñarse como un patiño.

- La novela de George R. R. Martin Juego de Tronos, la primera entrega de la serie de fantasía épica A Canción de hielo y fuego, cuenta con capítulos contados desde el punto de vista de numerosos personajes, aunque el más destacado es Ned Stark, que generalmente se supone ser el principal protagonista de la novela hasta los capítulos finales donde inesperadamente es ejecutado.[3][4]

### Cine
- La película Psycho de Alfred Hitchcock comienza con Marion Crane como protagonista. Sin embargo, ella muere a mitad de la película, haciendo que el asesinato sea mucho más inesperado e impactante. Hitchcock sintió que las escenas de apertura con Marion como el falso protagonista eran tan importantes para la película que, cuando se estrenó en los cines, obligó a los propietarios de los cines a aplicar una política de "no admisión tardía"..[5]

- La película Aracnofobia se abre con el personaje de Mark L. Taylor, el fotógrafo de la naturaleza Jerry Manley, como su enfoque. Sin embargo, muere a los diez minutos de la película debido a una convulsión causada por una picadura de araña, después de lo cual la atención se centra en el personaje de Jeff Daniels, el Dr. Ross Jennings.
- Halloween: Resurrection se abre con el personaje de Jamie Lee Curtis, Laurie Strode, quien fue la protagonista principal en las películas anteriores de Halloween, solo para ser asesinada por el antagonista (Michael Myers) a los diez minutos de la película. Curiosamente Curtis, siendo la hija de Janet Leigh (quien interpretó a Marion Crane en Psicosis) repitió el papel de falsa protagonista que hizo su madre 42 años antes.
- La película Scream de Wes Craven inicia con el personaje de Casey Becker (Drew Barrymore) quien muere a manos de Ghostface para sorpresa de los espectadores, revelando a Sidney Prescott (Neve Campbell) como la verdadera protagonista. Esto fue un guiño a la película Psicosis en la que ocurre lo mismo con el personaje de Marion Crane (Janet Leigh). Ambas películas se vendieron con la imagen de ambos personajes, lo que aumentó el factor sorpresa con sus muertes.

### Videojuegos
- En Star Fox Adventures: Dinosaur Planet, los juegos se abren con el personaje Krystal. Sin embargo, ella es emboscada y sellada en un cristal a los pocos minutos del juego, momento en el cual el juego pasa al protagonista Fox McCloud.

- En el videojuego Final Fantasy XII de Square Enix, el juego se abre con un enfoque en el personaje de Reks. Sin embargo, es asesinado a los pocos minutos de iniciado el juego por el malvado Gabranth, quien se hace pasar por su hermano gemelo, Basch , en ese momento. Poco después, el foco del juego se traslada a su hermano menor, Vaan, el verdadero protagonista de la historia.

- El videojuego Kingdom Hearts II comienza con el personaje Roxas como su personaje principal. Sin embargo, más de una hora en el juego, encuentra las cápsulas que contienen Sora, el pato Donald y Goofy se desvanece inmediatamente después (ya que en realidad es parte de Sora), lo que provocó el cambio a centrarse en Sora para el resto del videojuego.

- En Metal Gear Solid 2: Sons of Liberty, el juego comienza con el protagonista de la serie Solid Snake. Pero después del capítulo de apertura, el juego cambia al protagonista Raiden. Los jugadores no estaban al tanto de este cambio en ese momento, ya que los desarrolladores lo mantuvieron en secreto al mostrar solo Solid Snake en los tráileres.

- En Danganronpa V3: Killing Harmony, el Prólogo y el Capítulo 01 del juego se juegan desde la perspectiva de Kaede Akamatsu, la Pianista definitiva. Sin embargo, después de que se la vota como culpable y luego se la ejecuta al final de la Prueba de la Clase del Capítulo 1, el resto del Juego se juega desde la vista de Shûichi Saihara, el Detective definitivo.

- En Fire Emblem: Genealogy of the Holy War, la primera mitad del juego se juega como el personaje Sigurd. Sin embargo, a la mitad del juego, Sigurd es asesinado, y su hijo Seliph hereda el papel de protagonista.